# پیمان فاطمی
پیمان فاطمی متولد ۱۴ خرداد ۱۳۶۱ بازیگر، مجری و عروسک‌گردان اهل ایران است. وی را بیشتر برای حضور در مجموعه‌های تلویزیونی محبوبی نظیر کلاه قرمزی، استاد همه‌چی‌دون و همچنین فیلم سینمایی شهر موش‌ها ۲ شهرت دارد.

## آثار
| سال        | نام فیلم                | نقش                        | کارگردان | توضیحات                       |
| ---------- | ----------------------- | -------------------------- | -------- | ----------------------------- |
| ۱۳۹۰       | با ما کاش باشی          |                            |          |                               |
| ۱۳۹۱       | شهر موش‌ها ۲             | عروسک‌گردان «کپلک»، صداپیشه |          |                               |
| ۱۳۹۲       | بچه‌ها بیاین تماشا       | مجری                       |          |                               |
| ۱۳۹۵       | نمایش تشبکال            |                            |          |                               |
| ۱۳۹۶       | نمایش اودیسه ۱۰۰۱       |                            |          |                               |
| ۱۳۸۶       | استاد همه چی دون        |                            |          |                               |
| ۱۳۹۴       | حالت خاص                |                            |          |                               |
| ۱۳۹۲-اکنون | کلاه قرمزی              | عروسک‌گردان ببعی            |          |                               |
| ۱۳۹۶       | گلشیفته                 |                            |          |                               |
| ۱۳۹۷       | هیولا                   |                            |          |                               |
| ۱۳۹۷       | سال‌های دور از خانه      |                            |          |                               |
| ۱۳۹۹       | خوب بد جلف :رادیو اکتیو |                            |          |                               |
| ۱۴۰۱       | مهمونی                  | عروسک‌گردان بچه             |          |                               |
| ۱۴۰۱       | روزی روزگاری مریخ       | جواد                       |          | حضور در (قسمت اول)، دوست ناصر |